# Femme dans ses rêves aussi
"Femme dans ses rêves aussi" (tradução portuguesa: "Mulher também nos seus sonhos") foi a canção que representou a França no Festival Eurovisão da Canção 1985, interpretada em francês por Roger Bens.
O tema tinha letra e música de Didier Pascalis e foi orquestrada por Michel Bernholc.
A canção francesa foi a sexta a desfilar na noite do festival, a seguir à canção espanhola "La fiesta terminó, interpretada por Paloma San Basilio e antes da canção turca "Didai Didai Dai (Aşık Oldum), interpretada pelos MFÖ.
A canção francesa terminou em décimo lugar, tendo recebido 56 pontos.
A canção é uma balada elogiando as mulheres. Bens canta sobre uma mulher em várias ocasiões, remetendo os ouvintes à reflexão de como o lado feminino da sua musa aparece em todas elas, mesmo nos seus sonhos.